# André-Philippe Futa

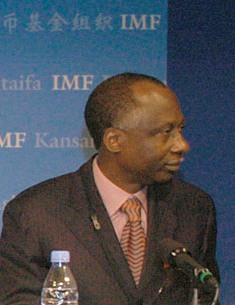
André-Philippe Futa

André-Philippe Futa (* 1946 in Miabi; † 1. Oktober 2009 in Paris) war ein Politiker der Demokratischen Republik Kongo.

## Biografie
Futa studierte nach dem Schulbesuch zunächst Agraringenieurwissenschaften an der University of Florida und schloss dieses Studium mit einem Master ab. Danach absolvierte er ein Studium der Wirtschaftswissenschaften am Oklahoma State University System, wo er einen Doktortitel erwarb. Nach seiner Rückkehr nach Zaire begann er seine berufliche Laufbahn in den 1970er Jahren als Assistenzprofessor an der Nationaluniversität von Zaire. Später war er Direktor der Abteilung Ostafrika bei der Afrikanischen Entwicklungsbank (Banque africaine de développement).
Nach der Ermordung von Laurent-Désiré Kabila und dem Amtsantritt von dessen Sohn Joseph Kabila als Präsident der Demokratischen Republik Kongo wurde Futa im April 2001 als Landwirtschaftsminister in dessen Kabinett berufen. In der Folgezeit übernahm er zunächst 2002 das Amt des Wirtschaftsministers und dann nach einer Regierungsumbildung im Jahr 2003 zuerst das Amt des Ministers für Industrie sowie klein- und mittelständische Unternehmen und daraufhin das Amt des Finanzministers.
2004 gründete er die Partei der Nationalen Allianz für die Einheit (Parti de l'alliance nationale pour l'unité) und war bis zu seinem Tode deren Präsident. Als solcher spielte er eine maßgebliche Rolle bei der Wahl Kabilas zum Präsidenten im Juli 2006 durch seine Aufgabe als Koordinator der Allianz für die Präsidiale Mehrheit (Alliance de la majorité présidentielle) und wurde zu einem der engsten Berater des Präsidenten.
Im Jahr 2007 wurde er als Vertreter seiner Heimatprovinz Kasaï-Oriental zum Senator gewählt. Ein Jahr darauf berief ihn Kabila als Minister für Wirtschaft und Außenhandel in eine Schlüsselposition in dem von Premierminister Antoine Gizenga gebildeten Kabinett. Dieses Amt hatte er auch in der Regierung von Gizengas Nachfolger als Ministerpräsident, Adolphe Muzito, ab dem 10. Oktober 2008 inne.
In seiner Funktion als Wirtschafts- und Außenhandelsminister nahm er Ende September 2009 am 12. Amerika-Südafrika-Gipfel in Venezuela mit Vertretern von 60 Staaten aus den beiden Regionen teil. Auf dem Rückflug verstarb er unerwartet in einem Hotel in Paris.
Interimspräsident der Parti de l'alliance nationale pour l'unité (PANU) wurde der Abgeordnete Crispin Kalala Mpotoyi.